# Ореус, Иван Максимович
Иван Максимович Ореус (Johann Karl Orraeus; 1787—1863) — сенатор Российской империи, действительный тайный советник (1860). Брат генерала от инфантерии Фёдора Ореуса.

## Биография
Родился в семье председателя Выборгской гражданской палаты, впоследствии — выборгского губернатора М. М. Ореуса.
В службе и в классном чине с 1812 года после окончания Выборского народного училища, служил по Департаменту Государственного имущества. С 1817 года старший бухгалтер канцелярии генерал-интенданта 1-й армий. С 1823 года начальник 2-го отделения канцелярии министра финансов Е. Ф. Канкрина.
В 1829 году был произведён в действительные статские советники с назначением вице-директором Департамента внешней торговли. С 1832 года член Совета министра финансов и с 1836 года управляющий Государственного заёмного банка. В 1841 году произведён в тайные советники.
С 1845 года товарищ министра финансов Ф. П. Вронченко и директор Департамента податей и сборов. С 25 января 1846 года — сенатор в Межевом департаменте, с 1850 года — в Департаменте гражданских дел. В 1860 году был произведён в действительные тайные советники.
Был награждён всеми российскими орденами вплоть до ордена Святого Александра Невского с бриллиантовыми знаками (пожалованы 1 января 1859 года); орден Белого Орла (14.09.1846), орден Св. Владимира 2-й ст. (26.03.1838), орден Св. Анны 1-й ст. (06.12.1835; императорская корона к ордену — ровно через год), орден Св. Станислава (06.12.1831).
По отзыву А. А. Половцова, был достойнейший человек, беспристрастный и справедливый судья, чистотой личности и рук выдававшийся среди современников.
Скончался 23 февраля (7 марта) 1863 года в Санкт-Петербурге. Был похоронен на Волковском лютеранском кладбище.
Его жена происходила из финского рода Циммерманов. Их сыновья Иван (1830—1909) и Николай (?—1884) дослужились до генеральских чинов.